# Солдатська слобідка (Керч)
Солдатська слобідка (крим. Asker maallesı) — місцевість Керчі, Україна, розташована на півдні міста, колишнє село.

## Історія
Вперше в історичних документах Солдатська Слобідка згадується в 1897, як селище в 48 дворів, також зустрічається у «Пам'ятній книжці Керч-Єнікальського містоначальства на 1913 рік».
Постановою ВЦВК «Про реорганізацію мережі районів Кримської АРСР» від 30 жовтня 1930 року село включили до складу Керчі.